# Tempo Beer Industries
Tempo Beer Industries Ltd. (Темпо Біер Індастріз) — найбільша за обсягами виробництва пива броварня Ізраїлю. Також компанія є виробником безалкогольних напоїв, займається імпортом і дистрибуцією на території Ізраїлю алкогольних напоїв, пива та безалкогольних напоїв низки провідних світових виробників. Розташована у місті Нетанья, у Центральному окрузі країни.

## Асортимент продукції

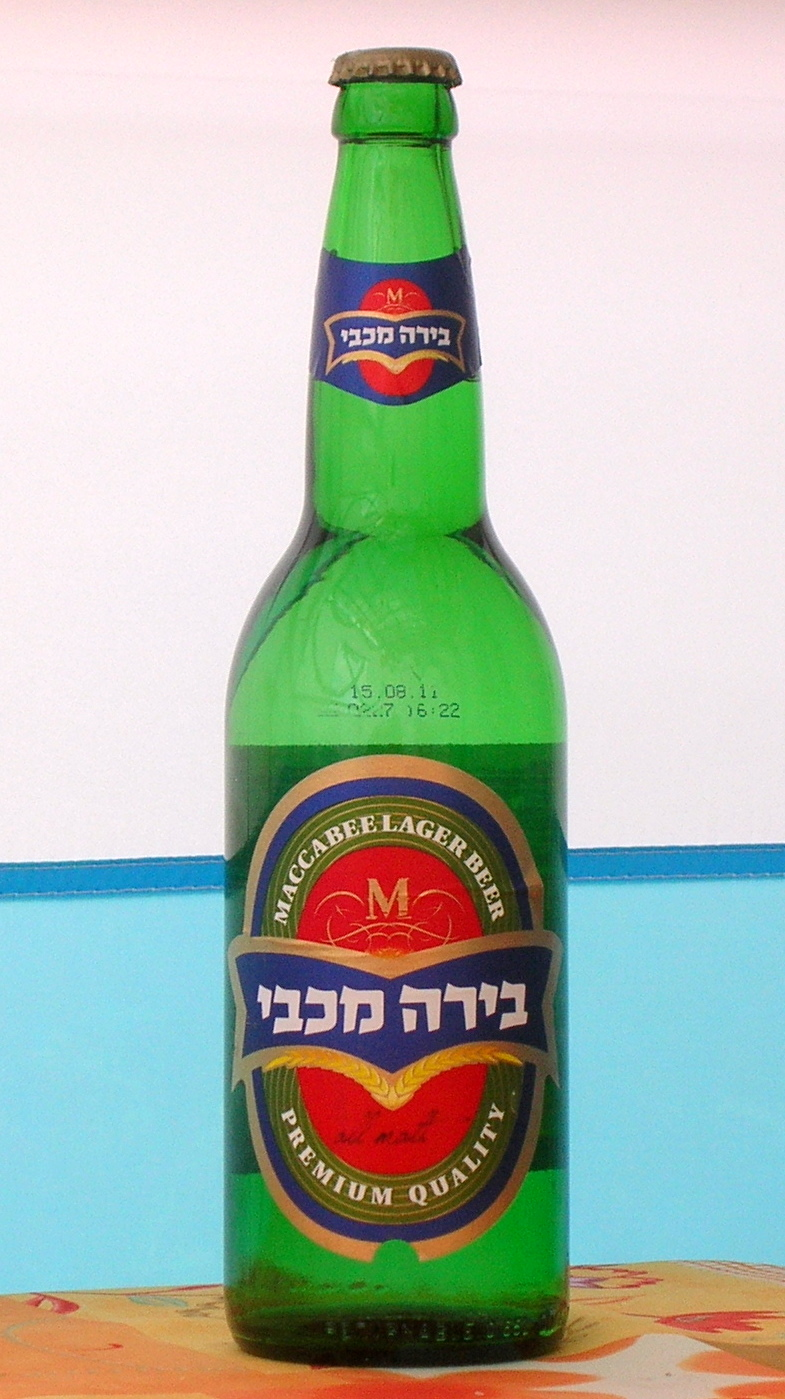
Пляшка пива Maccabee

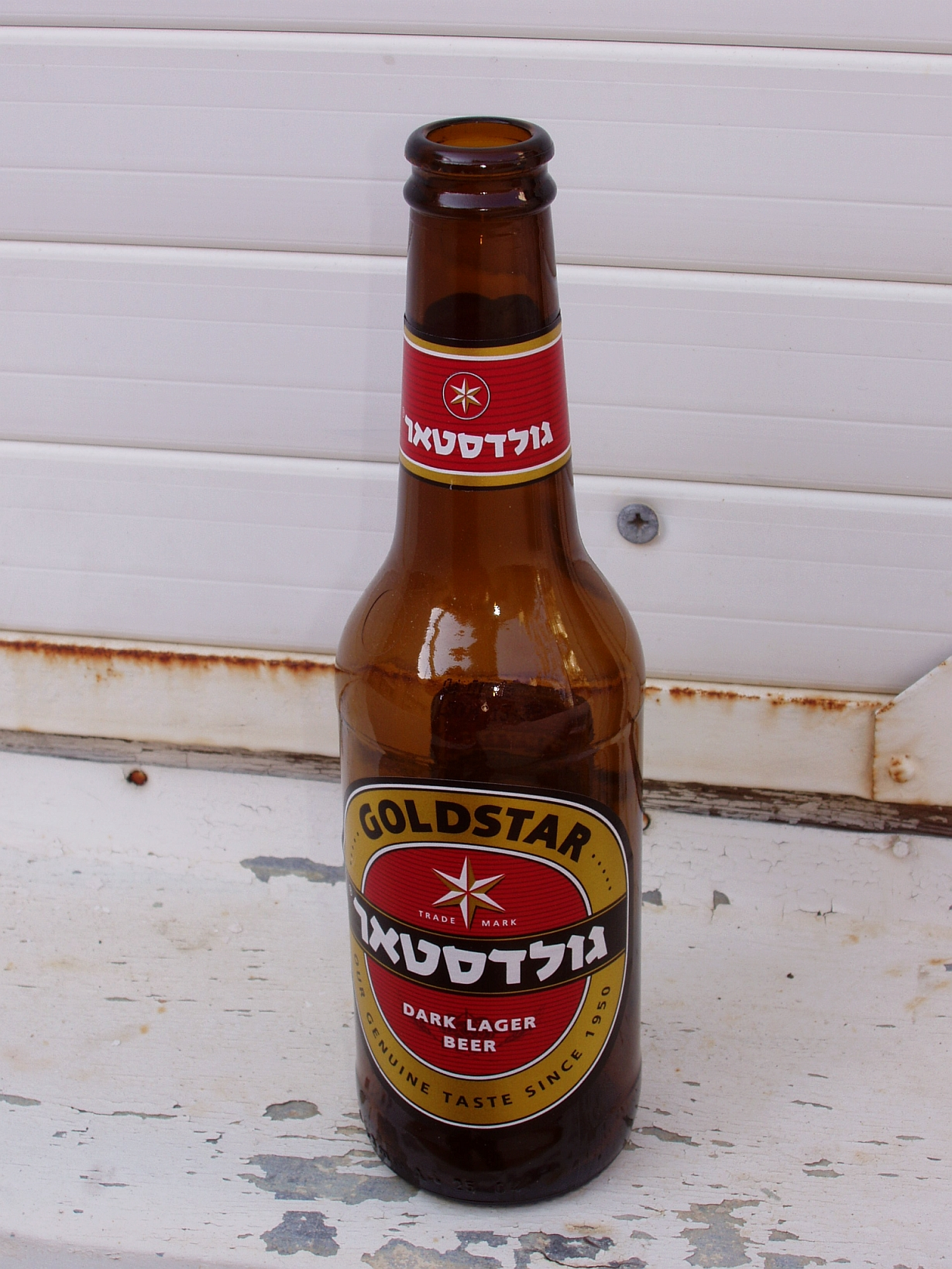
Пляшка пива Goldstar Dark Lager

### Пиво
- Maccabee (івр. מכבי) Алк.: 4,9 %. Світле пиво, яке вариться з 1968 року. Окрім території Ізраїлю реалізується на ринках США та деяких країн Європи.
- Goldstar Dark Lager Beer (івр. גולדסטאר) Алк.: 4,9 %. Випускається з 1950-х.
- Goldstar Light Алк.: 4,0 %. Випускається з січня 2007 року.
- Nesher Beer Алк.: 3,5 %.
- Nesher Malt Безалкогольне пиво.
- Heineken Lager Beer — за ліцензією Heineken N.V..

### Безалкогольні напої
Tempo Beer Industries випускає низку прохолоджувальних напоїв з вмістом соку під торговельною маркою Jump, а також розливає для ізраїльського ринку напої компанії PepsiCo.

### Зовнішні посилання
- Сайт компанії [Архівовано 12 травня 2022 у Wayback Machine.] (івр.)
- Пиво компанії на сайті RateBeer [Архівовано 24 жовтня 2008 у Wayback Machine.] (англ.)